# José Antonio Corrales
José Antonio Corrales Gutiérrez (Madrid, 5 de noviembre de 1921 - Madrid, 25 de julio de 2010) fue un arquitecto y académico español.

## Biografía
En 1948 obtuvo el título de arquitecto por la Escuela Técnica Superior de Arquitectura de Madrid y casi inmediatamente gana el premio Nacional de Arquitectura que aquel año se convocó sobre un tema a concurso: una Ermita de montaña en La Mancha. Vinculado al denominado grupo de Madrid junto a arquitectos como Alejandro de la Sota Martínez, Asís Cabrero y Francisco Javier Sáenz de Oíza. Sobrino del arquitecto Luis Gutiérrez Soto. 
En 1952, junto a Ramón Vázquez Molezún, inicia colaboración en numerosos proyectos, con despachos independientes pero contiguos.
1961 Docente en la Escuela Técnica Superior de Arquitectura de Madrid.
1981 Vuelve a la docencia en la Escuela Técnica Superior de Arquitectura de Madrid.
Académico de la Real Academia de Bellas Artes de San Fernando, Medalla de Oro de la Arquitectura en 1992 y Premio Antonio Camuñas en 2004. El 2001 le conceden de nuevo el premio Nacional de Arquitectura, esta vez por la obra realizada en su vida.
Falleció en Madrid el 25 de julio de 2010.

## Obras principales
Muchas las realizó en colaboración con Molezún
- Pabellón de España en la  Exposición General de primera categoría de Bruselas (1958)
- Grupo de Viviendas en la calle San Antoniño en Pontevedra (1962)
- Estación de Chamartín
- Pueblo de colonización Llanos del Sotillo en Andújar (Jaén)
- Iglesia del Cristo de la Misericordia (Madrid)

## Premios
- 1948 Premio Nacional de Arquitectura.
- 1956  Primer Premio Pabellón de España
- 1992 Medalla de Oro de la Arquitectura (CSCAE).
- 2004 Premio Antonio Camuñas de Arquitectura.[7][8][9]
- 2001 Premio Nacional de Arquitectura.